# Cheap Thrills
Cheap Thrills (del inglés Emociones baratas o Placeres baratos) es el segundo álbum de estudio lanzado por la banda estadounidense de rock Big Brother and the Holding Company. Es el último álbum en el que participó Janis Joplin como vocalista y miembro de la banda. 
La banda había obtenido una considerable atención por parte de público después de la exitosa actuación que habían realizado en el Monterey Pop Festival, hecho que llevó el lanzamiento de su álbum debut. 
A pesar de su repentino éxito, el álbum tuvo un modesto éxito alcanzando como máximo el N.º 60 en las listas, aunque el sencillo «Down On Me» casi lograba entrar en el Top 40. Columbia Records, ofreció a la banda un nuevo contrato, pero tuvieron que pasar algunos meses para el traspaso, ya que todavía estaban firmados con Mainstream Records. En agosto de 1968, ya con Columbia, se lanzó Cheap Thrills. El álbum contó con tres versiones: «Summertime», «Piece of My Heart» y «Ball and Chain». En 2003, el álbum ocupó el puesto número 338 en lista de la revista Rolling Stone de los 500 mejores álbumes de todos los tiempos. En 1999 fue lanzada una versión reeditada. 

## Contexto
Big Brother se había hecho una banda popular en la escena de la contracultura de los años sesenta, y para 1967, luego de varios conciertos, se habían convertido en un auténtico grupo.
Pero no fue hasta el concierto en Monterey que la banda se hizo megapopular. Para asegurarse un contrato discográfico con la CBS, y luego del suceso de Montery, Janis Joplin se ofreció a dormir con el ejecutivo de la disquera Clive Davis, según informa la Rolling Stone.
Una vez firmado el contrato con la CBS, la banda lanzó su debut homónimo, y al que nunca le tuvieron cariño, por considerarlo mediocre. 

### Grabación
Luego de lanzar su primer álbum, e insatisfechos con el resultado, los músicos decidieron grabaron un nuevo álbum. Las sesiones se realizaron entre el 2 de marzo y el 20 de mayo de 1968. Sin embargo, la banda quería catalizar su energía en el escenario con un álbum en vivo, el cual se descartó por problemas en la producción.
Así, el 2 de marzo, la disquera tomó el control del proyecto y llevó a la banda de un teatro de Detroit a los estudios de Columbia en Nueva York.
A pesar de que el álbum se escucha como un álbum en vivo, y de que los músicos tocaron de tal manera que se sintiera que estaban en vivo, el trabajo se realizó a puerta cerrada en los estudios B de Columbia. Las voces de fondo del "público" se tomaron en el Barney's Beanery, un bar de Santa Mónica.
Las ventas por anticipado del álbum superaron las 500.000 copias, por lo que el trabajo de mezcla para su lanzamiento final se realizó en una jornada de 36 horas.

## Lanzamiento
El álbum fue lanzado en el verano de 1968, un año después de su álbum de debut, y alcanzó el número uno en las listas de Billboard en su octava semana en octubre. Se mantuvo en el puesto número uno durante ocho (no consecutivas) semanas, mientras que el sencillo, "Piece of My Heart", también se convirtió en un gran éxito. 
Al final del año fue el álbum más exitoso de 1968, habiendo vendido casi un millón de copias. Después del lanzamiento, en diciembre de 1968, Janis Joplin decidió dejar el grupo para continuar su carrera con un nuevo grupo, la Kozmic Blues Band.

## Contenido

### Portada
La cubierta del álbum fue creada por el dibujante underground Robert Crumb, después de que la banda tuviera la idea original. Sus creaciones más famosas (como el Gato Fritz, Mr. Natural y Fuzzy el Conejo), le ayudaron a expresar sin censura sus ideas, lo que le ganó el aprecio de los jóvenes de la contracultura. Crumb era dibujante de la revista Zap Comics, de la que Janis Joplin era lectora asidua.
Una vez Janis se puso en contacto con Crumb, los miembros de la banda le pidieron que realizara un dibujo de ellos desnudos y tirados en una cama. Luego de dos bocetos que fueron rechazados por Columbia, incluyendo el del desnudo, Crumb presentó una portada con los temas de las canciones en formato de viñetas de cómic. El texto que acompañaba a las viñetas fue proporcionado por los miembros del grupo y se componían de créditos y títulos de canciones.
A Crumb se le pagaron 600 dólares de la época por su trabajo.

### Nombre
Inicialmente, el álbum iba a ser llamado Sex, Dope and Cheap Thrills, pero el título no fue bien recibido por Columbia Records, motivo por el cual tuvo que ser recortado a Cheap Thrills.

## Legado
En 2003, el álbum fue posicionado n.º 338 en la lista de los 500 mejores álbumes de todos los tiempos de la revista musical Rolling Stone, posición confirmada en su revisión de 2012.
También fue incluido en la lista de los 1001 Álbumes que hay que oír antes de morir, edición 2018; los 200 Mejores Álbumes de los años sesenta, de Pithcfork; los 25 Mejores Álbumes de todos los tiempos, de Riley Fisher; y los álbumes favoritos de Harold Swine.

## Relanzamientos
Para celebrar los 50 años del álbum, Columbia/Legacy lanzó el box set Sex, Dope & Cheap Thrills, el cual temas no incluidos en el trabajo origional de 1968, y tomas de la grabación del disco. El álbum estuvo disponible en CD y LP el 30 de noviembre de 2018. Se incluyeron notas de la exvocalista de Jefferson Airplane Grace Slick, amiga personal de Janis y del exbaterista de Big Brother, David Getzː

Cheap Thrills parece haber resistido la prueba del tiempo. Podría ser porque es posiblemente el mejor trabajo de una gran artista, Janis Joplin. Sin duda, es la representación más grande y más cercana de lo que Big Brother & the Holding Company era como banda y agregaría a ese argumento que Big Brother/Janis como banda, y como SONIDO, fue la encarnación del San Francisco psicodélico. La contracultura de los años sesenta
David Getz

El álbum conservó el título original del proyecto y su portada es una foto colorizada de la banda en 1968. Contiene un total de 30 temas.
En cuanto a su valor musical, el crítico Mark Deming en un artículo para Allmusic afirmó que el álbum permite reivindicar el valor de la banda Big Brother y no solo el legado de Janis Joplin, a quien por años fue la única artista a quien se le dio importancia por Cheap Thrills.

## Lista de canciones
| Cara A |                          |                                               |          |  |
| N.º    | Título                   | Escritor(es)                                  | Duración |  |
| 1.     | «Combination of the Two» | Sam Andrew                                    | 5:47     |  |
| 2.     | «I Need a Man to Love»   | Andrew, Janis Joplin                          | 4:54     |  |
| 3.     | «Summertime»             | George Gershwin, Ira Gershwin, DuBose Heyward | 4:01     |  |
| 4.     | «Piece of My Heart»      | Bert Berns, Jerry Ragovoy                     | 4:15     |  |

| Cara B |                  |                                                       |          |  |
| N.º    | Título           | Escritor(es)                                          | Duración |  |
| 1.     | «Turtle Blues»   | Joplin                                                | 4:22     |  |
| 2.     | «Oh, Sweet Mary» | Peter Albin, Andrew, David Getz, James Gurley, Joplin | 4:16     |  |
| 3.     | «Ball and Chain» | Big Mama Thornton                                     | 9:02     |  |

| Bonus Track (reedición) |                                                  |          |  |
| N.º                     | Título                                           | Duración |  |
| 8.                      | «Roadblock» (descartada de la grabación)         | 5:31     |  |
| 9.                      | «Flower in the Sun» (descartada de la grabación) | 3:04     |  |
| 10.                     | «Catch Me Daddy» (live)                          | 5:32     |  |
| 11.                     | «Magic of Love» (live)                           | 3:58     |  |

## Intérpretes
La información respecto a los créditos atribuidos a Cheap Thrills está adaptada de Allmusic.com.
- Janis Joplin - voz
- Peter Albin - bajo, guitarra
- Sam Andrew - bajo, guitarra, arreglos, voces, autor
- James Gurley - bajo, guitarra, ingeniero
- David Getz - piano, batería, autor

### Personal adicional
- Fred Catero - ingeniero
- Robert Crumb - portada, ilustraciones
- David Diller - ingeniero
- Mark Feldman - director de proyecto
- David Gahr - fotografía
- Diana Reid Haig - edición digital, mezcla
- Jerry Hochman – ingeniero
- Elliott Landy - fotografía, bandeja de fotos
- Jim Marshall - fotografía
- Roy Segal - ingeniero
- John Simon - piano, productor
- Baron Wolman - fotografía, contraportada
- Jen Wyler - edición, masterización